# ATP Challenger Francavilla al Mare
Das ATP Challenger Francavilla al Mare (offizieller Name: Abruzzo Open Francavilla al Mare) ist ein Tennisturnier in Francavilla al Mare, das 2017 zum ersten Mal ausgetragen wurde. Es ist Teil der ATP Challenger Tour und wird auf Sand ausgetragen.

## Liste der Sieger

### Einzel
| Jahr                | Sieger               | Finalgegner          | Ergebnis       |
| ------------------- | -------------------- | -------------------- | -------------- |
| 2025                | Francesco Maestrelli | Valentin Vacherot    | 6:4, 6:4       |
| 2024                | Titouan Droguet      | Jacopo Berrettini    | 6:3, 7:64      |
| 2023                | Alejandro Tabilo     | Benoît Paire         | 6:1, 7:5       |
| 2022                | Matteo Arnaldi       | Francesco Maestrelli | 6:3, 6:77, 6:4 |
| 2020–2021: abgesagt |                      |                      |                |
| 2019                | Stefano Travaglia    | Oscar Otte           | 6:3, 6:73, 6:3 |
| 2018                | Gianluigi Quinzi     | Casper Ruud          | 6:4, 6:1       |
| 2017                | Pedro Sousa          | Alessandro Giannessi | 6:3, 7:63      |

### Doppel
| Jahr                | Sieger                             | Finalgegner                          | Ergebnis          |
| ------------------- | ---------------------------------- | ------------------------------------ | ----------------- |
| 2025                | Luis David Martínez Facundo Mena   | Théo Arribagé Grégoire Jacq          | 7:5, 2:6, [10:8]  |
| 2024                | Théo Arribagé Victor Vlad Cornea   | Sander Arends Matwé Middelkoop       | 7:61, 7:67        |
| 2023                | Nicolás Barrientos Ariel Behar     | Sander Arends Petros Tsitsipas       | 7:61, 3:6, [10:6] |
| 2022                | Dan Added Hernán Casanova          | Davide Pozzi Augusto Virgili         | 6:3, 7:5          |
| 2020–2021: abgesagt |                                    |                                      |                   |
| 2019                | Denys Moltschanow Igor Zelenay (2) | Guillermo Durán David Vega Hernández | 6:3, 6:2          |
| 2018                | Julian Ocleppo Andrea Vavassori    | Ariel Behar Máximo González          | 7:65,7 :63        |
| 2017                | Julian Knowle Igor Zelenay (1)     | Rameez Junaid Kevin Krawietz         | 2:6, 6:2, [10:7]  |